# Jerzy Widuchowski
Jerzy Widuchowski (ur. 19 maja 1943 w Wilkowicach, zm. 30 maja 2022 w Katowicach) – polski lekarz, profesor dr hab. nauk medycznych, działacz Polskiego Związku Hokeja na Lodzie.

## Życiorys

### Wykształcenie i działalność zawodowa
Syn Tadeusza i Reginy. W 1968 ukończył studia w Śląskiej Akademii Medycznej w Katowicach. W latach 1970–1977 był lekarzem klubowym w Baildonie Katowice, pracował też w Wojewódzkiej Przychodni Sportowo-Lekarskiej w Katowicach. Od 1972 pracował w Wojewódzkim Szpitalu Chirurgii Urazowej w Piekarach Śląskich, od 1985 na stanowisku ordynatora Oddziału II. W ramach szpitala prowadził od 1995 Regionalny Ośrodek Chirurgii Kolana i Artroskopii. W 1974 uzyskał specjalizację z medycyny sportowej, w 1975 specjalizację z ortopedii i traumatologii. W 1979 obronił na Wydziale Lekarskim ŚAM pracę doktorską Sposób postępowania chirurgicznego w przypadku uszkodzenia łąkotki i jego wpływ na dalsze losy stawu kolanowego u sportowców wyczynowych. 29 marca 2004 uzyskał na ŚAM stopień doktora habilitowanego na podstawie pracy zatytułowanej Artroskopia w diagnostyce i leczeniu uszkodzeń urazowych oraz schorzeń stawu kolanowego. 12 maja 2011 nadano mu tytuł profesora w zakresie nauk medycznych. Był wybitnym specjalistą w dziedzinie artroskopii kolana.
Był redaktorem naczelnym dwujęzycznego kwartalnika „Chirurgia Kolana, Artroskopia, Traumatologia Sportowa” (od 2004).
Od 1968 należał do Polskiego Towarzystwa Ortopedycznego i Traumatologicznego, był członkiem jego komisji rewizyjnej (od 2002), od 1974 był członkiem Polskiego Towarzystwa Medycyny Sportowej, od 1996 członkiem jego zarządu.
Pracował też w Wyższej Szkole Ekonomii i Administracji w Bytomiu oraz na stanowisku profesora i jako zastępca dyrektora w Instytucie Fizjoterapii w Wyższej Szkole Fizjoterapii we Wrocławiu.

### Działalność w sporcie
W latach 1958–1961 uprawiał hokej na lodzie, w barwach MKS Katowice, był mistrzem Polski juniorów.
Od 1970 do 1995 był członkiem, a w latach 1984–1995 przewodniczącym komisji lekarskiej PZHL, był także członkiem komisji lekarskiej IIHF. Jako lekarz opiekował się młodzieżową reprezentacją Polski w hokeju (1976–1984), a także reprezentacją seniorską podczas zimowych igrzysk olimpijskich w 1988 i 1992 oraz mistrzostw świata w 1982, 1985–1987 i 1989–1993. Kierował także polską misją medyczną podczas igrzysk olimpijskich w 1988 i 1992.

### Odznaczenia
- Krzyż Oficerski Orderu Odrodzenia Polski (2022)[9]
- Krzyż Kawalerski Orderu Odrodzenia Polski (2004)[10]
- Złoty Krzyż Zasługi (2000)[11]
- Srebrny Krzyż Zasługi[6]
- Brązowy Krzyż Zasługi[6]